# First Division 1967-1968
La First Division 1967-1968 è stata la 69ª edizione della massima serie del campionato inglese di calcio, disputato tra il 19 agosto 1967 e il 21 maggio 1968 e concluso con la vittoria del Manchester City, al suo secondo titolo.
Capocannonieri del torneo sono stati George Best (Manchester Utd) e Ron Davies (Southampton) con 28 reti ciascuno.

## Stagione

### Novità
Al posto delle retrocesse Aston Villa e Blackpool sono saliti dalla Second Division per la prima volta nella sua storia il Coventry City e il Wolverhampton.

### Avvenimenti
La prima squadra a prendere il comando della graduatoria del campionato fu lo Sheffield Weds, che dopo essere salito in vetta alla seconda giornata vi rimase per altri tre turni (totalizzando punteggio pieno nelle prime cinque partite) finché non fu ripreso da un gruppo costituito da Liverpool, Tottenham e Arsenal. Inizialmente furono i Reds a prevalere, ostacolati dallo Sheffield Wednesday, poi si fece avanti il Manchester Utd che alla sedicesima assunse il comando della classifica per chiudere il girone di andata con due punti di vantaggio su Liverpool e Manchester City.
Nel girone di ritorno i Red Devils continuarono a marciare indisturbati, ma a partire dalla trentunesima giornata uscirono dal guscio il Leeds Utd e il Manchester City, rimasti finora ad inseguire. I favoriti, grazie anche alla vittoria nel derby alla trentatreesima giornata, furono i Citizens, ma alla trentaseiesima il Manchester United riprese il comando solitario e sembrò andare dritto verso il titolo. Il Manchester City, rimasto unico antagonista dei Red Devils, si riappropriò della vetta alla penultima giornata ed effettuò il sorpasso al turno successivo, grazie ad una vittoria per 4-3 contro il Newcastle Utd e alla sconfitta dei rivali per 2-1 contro un Sunderland già salvo.
In zona salvezza lo Stoke City evitò all'ultima giornata la retrocessione, inguaiando lo Sheffield Utd e un Fulham già retrocesso con due giornate di anticipo.

## Squadre partecipanti
| Club              | Stagione | Città               | Stadio               | Stagione precedente                   |
| ----------------- | -------- | ------------------- | -------------------- | ------------------------------------- |
| Arsenal           | dettagli | Londra              | Arsenal Stadium      | 7º posto in First Division            |
| Burnley           | dettagli | Burnley             | Turf Moor            | 14º posto in First Division           |
| Chelsea           | dettagli | Londra              | Stamford Bridge      | 9º posto in First Division            |
| Coventry City     | dettagli | Coventry            | Highfield Road       | 1º posto in Second Division, promosso |
| Everton           | dettagli | Liverpool           | Goodison Park        | 6º posto in First Division            |
| Fulham            | dettagli | Londra              | Craven Cottage       | 18º posto in First Division           |
| Leeds Utd         | dettagli | Leeds               | Elland Road          | 4º posto in First Division            |
| Leicester City    | dettagli | Leicester           | Filbert Street       | 8º posto in First Division            |
| Liverpool         | dettagli | Liverpool           | Anfield Road         | 5º posto in First Division            |
| Manchester City   | dettagli | Manchester          | Maine Road           | 15º posto in First Division           |
| Manchester Utd    | dettagli | Manchester          | Old Trafford         | 1º posto in First Division            |
| Newcastle Utd     | dettagli | Newcastle-upon-Tyne | St James' Park       | 20º posto in First Division           |
| Nottingham Forest | dettagli | Nottingham          | City Ground          | 2º posto in First Division            |
| Sheffield Utd     | dettagli | Sheffield           | Bramall Lane         | 10º posto in First Division           |
| Sheffield Weds    | dettagli | Sheffield           | Hillsborough Stadium | 11º posto in First Division           |
| Southampton       | dettagli | Southampton         | St Mary's Stadium    | 19º posto in First Division           |
| Stoke City        | dettagli | Stoke-on-Trent      | Victoria Ground      | 12º posto in First Division           |
| Sunderland        | dettagli | Sunderland          | Roker Park           | 17º posto in First Division           |
| Tottenham         | dettagli | Londra              | White Hart Lane      | 3º posto in First Division            |
| West Bromwich     | dettagli | West Bromwich       | The Hawthorns        | 13º posto in First Division           |
| West Ham Utd      | dettagli | Londra              | Boleyn Ground        | 16º posto in First Division           |
| Wolverhampton     | dettagli | Wolverhampton       | Molineux Stadium     | 2º posto in Second Division, promosso |

## Allenatori e primatisti
| Squadra           | Allenatore                                    | Calciatore più presente          | Cannoniere                       |
| ----------------- | --------------------------------------------- | -------------------------------- | -------------------------------- |
| Arsenal           | Bertie Mee                                    | George Armstrong (42)            | George Graham (16)               |
| Burnley           | Harry Potts                                   | Willie Morgan (42)               | Frank Casper, Andy Lockhead (14) |
| Chelsea           | Tommy Docherty (1ª-12ª) Dave Sexton (13ª-42ª) | Peter Osgood (42)                | Peter Osgood (16)                |
| Coventry City     | Noel Cantwell                                 | Dave Clements (41)               | Ernie Hannigan (5)               |
| Everton           | Harry Catterick                               | Gordon West (42)                 | James Alan Ball (20)             |
| Fulham            | Vic Buckingham e Bobby Robson                 | Stan Brown Jimmy Conway (42)     | Allan Clarke (20)                |
| Leeds Utd         | Don Revie                                     | Paul Reaney (41)                 | Peter Lorimer (16)               |
| Leicester City    | Matt Gillies                                  | David Nish (42)                  | Michael Stringfellow (12)        |
| Liverpool         | Bill Shankly                                  | Chris Lawler Tommy Lawrence (42) | Roger Hunt (25)                  |
| Manchester City   | Joe Mercer                                    | Tony Book (42)                   | Neil Young (19)                  |
| Manchester Utd    | Matt Busby                                    | 5 giocatori (41)                 | George Best (28)                 |
| Newcastle Utd     | Joe Harvey                                    | Wyn Davies (41)                  | Wyn Davies (12)                  |
| Nottingham Forest | Johnny Carey                                  | Bob McKinlay (42)                | Joe Baker (16)                   |
| Sheffield Utd     | John Harris                                   | Leonard Badger David Munks (42)  | Gil Reece (13)                   |
| Sheffield Weds    | Alan Brown (1ª-27ª) Jack Marshall (28ª-42ª)   | Jim McCalliog Vic Mobley (42)    | John Ritchie (18)                |
| Southampton       | Ted Bates                                     | Terry Paine (41)                 | Ron Davies (28)                  |
| Stoke City        | Tony Waddington                               | Harry Burrows (42)               | Harry Burrows (15)               |
| Sunderland        | Ian McColl (1ª-27ª) Alan Brown (28ª-42ª)      | Colin Suggett Colin Todd (42)    | Colin Suggett (14)               |
| Tottenham         | Bill Nicholson                                | Pat Jennings Cyril Knowles (42)  | Jimmy Greaves (23)               |
| West Bromwich     | Alan Ashman                                   | John Talbut (42)                 | Jeff Astle (26)                  |
| West Ham Utd      | Ron Greenwood                                 | Bobby Moore Martin Peters (40)   | Geoff Hurst (19)                 |
| Wolverhampton     | Ronnie Allen                                  | John Holsgrove (42)              | Derek Dougan (17)                |

## Classifica finale
|             | Pos. | Squadra           | Pt | G  | V  | N  | P  | GF | GS | QR    |
| ----------- | ---- | ----------------- | -- | -- | -- | -- | -- | -- | -- | ----- |
|             | 1.   | Manchester City   | 58 | 42 | 26 | 6  | 10 | 86 | 43 | 2.000 |
| [ 5 ]       | 2.   | Manchester Utd    | 56 | 42 | 24 | 8  | 10 | 89 | 55 | 1.618 |
|             | 3.   | Liverpool         | 55 | 42 | 22 | 11 | 9  | 71 | 40 | 1.775 |
| [ 6 ] [ 7 ] | 4.   | Leeds Utd         | 53 | 42 | 22 | 9  | 11 | 71 | 41 | 1.732 |
| [ 8 ]       | 5.   | Everton           | 52 | 42 | 23 | 6  | 13 | 67 | 40 | 1.675 |
|             | 6.   | Chelsea           | 48 | 42 | 18 | 12 | 12 | 62 | 68 | 0.912 |
| [ 8 ]       | 7.   | Tottenham         | 47 | 42 | 19 | 9  | 14 | 70 | 59 | 1.186 |
| [ 9 ]       | 8.   | West Bromwich     | 46 | 42 | 17 | 12 | 13 | 75 | 62 | 1.210 |
| [ 8 ]       | 9.   | Arsenal           | 44 | 42 | 17 | 10 | 15 | 60 | 56 | 1.071 |
|             | 10.  | Newcastle Utd     | 41 | 42 | 13 | 15 | 14 | 54 | 67 | 0.806 |
|             | 11.  | Nottingham Forest | 39 | 42 | 14 | 11 | 17 | 52 | 64 | 0.813 |
|             | 12.  | West Ham Utd      | 38 | 42 | 14 | 10 | 18 | 73 | 69 | 1.058 |
|             | 13.  | Leicester City    | 38 | 42 | 13 | 12 | 17 | 64 | 69 | 0.928 |
|             | 14.  | Burnley           | 38 | 42 | 14 | 10 | 18 | 64 | 71 | 0.901 |
|             | 15.  | Sunderland        | 37 | 42 | 13 | 11 | 18 | 51 | 61 | 0.836 |
|             | 16.  | Southampton       | 37 | 42 | 13 | 11 | 18 | 66 | 83 | 0.795 |
|             | 17.  | Wolverhampton     | 36 | 42 | 14 | 8  | 20 | 66 | 75 | 0.880 |
|             | 18.  | Stoke City        | 35 | 42 | 14 | 7  | 21 | 50 | 73 | 0.685 |
|             | 19.  | Sheffield Weds    | 34 | 42 | 11 | 12 | 19 | 51 | 63 | 0.810 |
|             | 20.  | Coventry City     | 33 | 42 | 9  | 15 | 18 | 51 | 71 | 0.718 |
|             | 21.  | Sheffield Utd     | 32 | 42 | 11 | 10 | 21 | 49 | 70 | 0.700 |
|             | 22.  | Fulham            | 27 | 42 | 10 | 7  | 25 | 56 | 98 | 0.571 |

Legenda:
      Campione d'Inghilterra e ammessa in Coppa dei Campioni 1968-1969.
      Ammesse alla Coppa dei Campioni 1968-1969.
      Ammessa in Coppa delle Coppe 1968-1969.
      Ammesse in Coppa delle Fiere 1968-1969.
      Retrocesse in Second Division 1968-1969.
Regolamento:
Due punti a vittoria, uno a pareggio, zero a sconfitta.
A parità di punti le squadre venivano classificate secondo il quoziente reti.
Note:
Il regolamento dell'epoca stabiliva che dovessero essere ammesse alla Coppa delle Fiere la seconda, la terza e la quarta del campionato purché rappresentassero città diverse. Quest'anno si presentò una situazione particolare: la seconda (il Manchester Utd) aveva vinto la Coppa dei Campioni l'anno precedente, quindi era ammessa di diritto alla massima competizione europea. Il Leeds aveva vinto la Coppa delle Fiere l'anno precedente e quindi aveva diritto di partecipare alla nuova manifestazione. La terza classificata (il Liverpool) si qualificò normalmente, la quinta classificata (l'Everton) non fu ammessa in quanto la città di Liverpool era già rappresentata dai reds. La sesta (il Chelsea) si qualificò normalmente. La settima e la nona classificata (il Tottenham e l'Arsenal) non furono ammesse in quanto la città di Londra era già rappresentata dai blues. Vista anche la partecipazione del West Bromwich alla Coppa delle Coppe, fu designata il Newcastle come terza squadra ammessa.

### Squadra campione
| Formazione tipo | Giocatori (presenze) |
| --- | -------------------- |
| Mulhearn Heslop Doyle Pardoe Book Oakes Bell Summerbee Coleman Young Lee | Ken Mulhearn (33)    |
| Mulhearn Heslop Doyle Pardoe Book Oakes Bell Summerbee Coleman Young Lee | George Heslop (41)   |
| Mulhearn Heslop Doyle Pardoe Book Oakes Bell Summerbee Coleman Young Lee | Mike Doyle (38)      |
| Mulhearn Heslop Doyle Pardoe Book Oakes Bell Summerbee Coleman Young Lee | Glyn Pardoe (41)     |
| Mulhearn Heslop Doyle Pardoe Book Oakes Bell Summerbee Coleman Young Lee | Tony Book (42)       |
| Mulhearn Heslop Doyle Pardoe Book Oakes Bell Summerbee Coleman Young Lee | Alan Oakes (41)      |
| Mulhearn Heslop Doyle Pardoe Book Oakes Bell Summerbee Coleman Young Lee | Colin Bell (35)      |
| Mulhearn Heslop Doyle Pardoe Book Oakes Bell Summerbee Coleman Young Lee | Mike Summerbee (41)  |
| Mulhearn Heslop Doyle Pardoe Book Oakes Bell Summerbee Coleman Young Lee | Tony Coleman (38)    |
| Mulhearn Heslop Doyle Pardoe Book Oakes Bell Summerbee Coleman Young Lee | Neil Young (40)      |
| Mulhearn Heslop Doyle Pardoe Book Oakes Bell Summerbee Coleman Young Lee | Francis Lee (31)     |
| Altri giocatori: Dave Connor (13), Harry Dowd (7), Paul Hince (6), Bobby Kennedy (6), Stan Horne (5), Stan Bowles (4), Roy Cheetham (3), John Clay (2), Chris Jones (2), Alan Ogley (2) |                      |

## Statistiche

### Squadre

#### Capoliste solitarie
Fonte:
|    | ——             | ——             | ——             | ——             | —— | —— | —— | ——  | ——  | ——  | ——  | ——        | ——        | ——        | ——             | ——             | ——             | ——             | ——             | ——             | ——             | ——             | ——             | ——             | ——             | ——             | ——             | ——             | ——             | ——  | ——  | ——  | ——  | ——  | ——             | ——             | ——             | ——             | ——  | ——  | ——  | —— |  |
|    | Sheffield Weds | Sheffield Weds | Sheffield Weds | Sheffield Weds |    |    |    | Liv | She |     |     | Liverpool | Liverpool | Liverpool | Manchester Utd | Manchester Utd | Manchester Utd | Manchester Utd | Manchester Utd | Manchester Utd | Manchester Utd | Manchester Utd | Manchester Utd | Manchester Utd | Manchester Utd | Manchester Utd | Manchester Utd | Manchester Utd | Manchester Utd |     |     |     | MU  |     | Manchester Utd | Manchester Utd | Manchester Utd | Manchester Utd |     |     | MC  |    |  |
|    |                |                |                |                |    |    |    |     |     |     |     |           |           |           |                |                |                |                |                |                |                |                |                |                |                |                |                |                |                |     |     |     |     |     |                |                |                |                |     |     |     |    |  |
|    |                |                |                |                |    |    |    |     |     |     |     |           |           |           |                |                |                |                |                |                |                |                |                |                |                |                |                |                |                |     |     |     |     |     |                |                |                |                |     |     |     |    |  |
| 1ª | 2ª             | 3ª             | 4ª             | 5ª             | 6ª | 7ª | 8ª | 9ª  | 10ª | 11ª | 12ª | 13ª       | 14ª       | 15ª       | 16ª            | 17ª            | 18ª            | 19ª            | 20ª            | 21ª            | 22ª            | 23ª            | 24ª            | 25ª            | 26ª            | 27ª            | 28ª            | 29ª            | 30ª            | 31ª | 32ª | 33ª | 34ª | 35ª | 36ª            | 37ª            | 38ª            | 39ª            | 40ª | 41ª | 42ª |    |  |

#### Primati stagionali
- Maggior numero di vittorie: Manchester City (26)
- Minor numero di sconfitte: Liverpool (9)
- Migliore attacco: Manchester Utd (89 goal fatti)
- Miglior difesa: Liverpool, Everton (40 reti subite)
- Maggior numero di pareggi: Newcastle, Coventry City (15)
- Minor numero di pareggi: Manchester City, Everton (6)
- Maggior numero di sconfitte: Fulham (25)
- Minor numero di vittorie: Coventry City (9)
- Peggior attacco: Sheffield Utd (49 reti segnate)
- Peggior difesa: Fulham (98 reti subite)

### Individuali

#### Classifica marcatori
Fonte:
| Gol | Rigori |  | Giocatore       | Squadra                   |
| --- | ------ |  | --------------- | ------------------------- |
| 28  | 2      |  | George Best     | Manchester Utd            |
| 28  | 2      |  | Ron Davies      | Southampton               |
| 26  | 1      |  | Jeff Astle      | West Bromwich             |
| 25  |        |  | Roger Hunt      | Liverpool                 |
| 23  | 3      |  | Jimmy Greaves   | Tottenham                 |
| 20  | 3      |  | James Alan Ball | Everton                   |
| 20  |        |  | Martin Chivers  | Southampton, Tottenham    |
| 20  |        |  | Allan Clarke    | Fulham                    |
| 19  | 1      |  | Geoff Hurst     | West Ham Utd              |
| 19  |        |  | Neil Young      | Manchester City           |
| 18  | 5      |  | Neil Martin     | Coventry City, Sunderland |
| 18  | 1      |  | John Ritchie    | Sheffield Weds            |
| 17  |        |  | Derek Dougan    | Wolverhampton             |